# Skoruszowe Wrótka
Skoruszowe Wrótka (słow. Sedlo pod Skorušiniakom, ok. 1775 m) – szeroka przełączka w głównej grani Młynarza w słowackich Tatrach Wysokich. Grań ta oddziela Dolinę Żabich Stawów Białczańskich od Doliny Białej Wody. Przełączka znajduje się między Skoruszową Turnią (1804 m) a Skoruszową Turniczką (ok. 1790 m). Rejon przełączki jest trawiasty i do obydwu dolin opadają z niej trawiaste zbocza.
Autorem nazwy przełączki jest Władysław Cywiński.